# Sajjad Moradi
Sajjad Moradi (persisch سجاد مرادی; * 30. März 1983 in Lordegan)  ist ein ehemaliger iranischer Leichtathlet, der sich auf den Mittelstreckenlauf spezialisiert hat.

## Sportliche Laufbahn
Erste internationale Erfahrungen sammelte Sajjad Moradi im Jahr 2001, als er bei den Juniorenasienmeisterschaften in Bandar Seri Begawan in 1:53,21 min den sechsten Platz im 800-Meter-Lauf belegte. Im Jahr darauf erreichte er bei den Asienmeisterschaften in Colombo in 1:51,72 min Rang sieben und gewann anschließend bei den Juniorenasienmeisterschaften in Bangkok in 1:48,30 min die Silbermedaille über 800 Meter sowie in 3:54,22 min die Bronzemedaille im 1500-Meter-Lauf. Kurz zuvor wurde er bei den Asienspielen in Busan in 3:50,25 min Elfter über 1500 Meter. 2003 belegte er bei den Asienmeisterschaften in Manila in 1:47,38 min den vierten Platz. Im Jahr darauf gewann er bei den Hallenasienmeisterschaften in Teheran in 1:48,48 min die Silbermedaille über 800 Meter hinter dem Bahrainer Rashid Ramzi und auch über 1500 Meter gewann er in 3:56,00 min die Silbermedaille hinter Ramzi. Über 800 Meter startete er anschließend bei den Hallenweltmeisterschaften in Budapest und schied dort mit 1:50,06 min in der ersten Runde aus. Über 800 Meter qualifizierte er sich auch für die Teilnahme an den Olympischen Spielen in Athen, bei denen er mit 1:49,49 min im Vorlauf aus.
2005 erreichte er bei den Weltmeisterschaften in Helsinki über 800 Meter das Halbfinale und schied dort mit 1:45,88 min aus. Anschließend gewann er bei den Asienmeisterschaften in Incheon mit neuem Landesrekord von 1:44,74 min die Bronzemedaille hinter den Katari Majed Saeed Sultan und Abdulrahman Suleiman. Zudem erreichte er mit der iranischen 4-mal-400-Meter-Staffel in 3:08,75 min Rang vier. Bei den Westasienspielen in Doha konnte er sein Rennen über 1500 Meter nicht beenden. Bei den Leichtathletik-Hallenweltmeisterschaften 2006 in Moskau schied er mit 1:51,67 min im Vorlauf aus und erreichte anschließend bei den Asienspielen in Doha über 1500 Meter das Finale, in dem er aber nicht die Ziellinie erreichte. Im Jahr darauf gewann er bei den Asienmeisterschaften in Amman in 1:52,22 min die Silbermedaille über 800 Meter hinter Mohammed al-Salhi aus Saudi-Arabien und auch über 1500 Meter sicherte er sich in 3:47,01 min die Silbermedaille hinter Mohammed Shaween aus Saudi-Arabien. Zudem wurde er mit der Staffel in 3:08,64 min Vierter. Anschließend scheiterte er bei den Weltmeisterschaften in Osaka mit 1:46,75 min im Vorlauf, erreichte aber über 1500 Meter das Halbfinale und schied dort mit 3:46,21 min aus. Bei den Hallenasienspielen in Macau konnte er seine Läufe über 800 und 1500 Meter nicht beenden, gewann aber mit der Staffel in 3:13,18 min die Bronzemedaille hinter den Teams aus Saudi-Arabien und Sri Lanka. 2008 qualifizierte er sich über 800 Meter erneut für die Olympischen Spiele in Peking, bei denen er mit 1:46,08 min im Halbfinale ausschied.
2009 gewann er bei den Militärweltmeisterschaften in Sofia in 1:47,86 min die Bronzemedaille über 800 Meter hinter dem Niederländer Bram Som und Mouhcine el-Amine aus Marokko und anschließend siegte er bei der Sommer-Universiade in Belgrad in 1:48,02 min über 800 Meter, während er sein Rennen über 1500 Meter nicht beenden konnte. Bei den Weltmeisterschaften in Berlin scheiterte er über 800 Meter mit 1:47,68 min in der ersten Runde, siegte daraufhin aber in 1:48,48 min bei den Hallenasienspielen in Hanoi. Mitte November siegte er dann auch bei den Asienmeisterschaften in Guangzhou in 1:48,58 min übrt 800 Meter und konnte sein Rennen über 1500 Meter nicht beenden. 2010 nahm er erneut an den Asienspielen ebendort teil und siegte dort in 1:45,45 min über 800 Meter und gewann im 1500-Meter-Lauf in 3:37,09 min die Silbermedaille hinter dem Saudi Mohammed Shaween. Im Jahr darauf gewann er bei den Leichtathletik-Asienmeisterschaften 2011 in Kōbe in 1:46,35 min bzw. 3:43,30 min jeweils die Silbermedaille hinter dem Kuwaiter Mohammad al-Azemi. Anschließend schied er bei den Studentenweltspielen in Shenzhen über 800 Meter mit 1:48,10 min im Halbfinale aus und konnte sein Rennen über 1500 Meter nicht beenden. Bei den Weltmeisterschaften in Daegu erreichte er über 800 Meter das Halbfinale und schied dort mit 1:46,17 min aus. 2012 qualifizierte er sich zum dritten Mal für die Olympischen Spiele in London und erreichte dort erneut das Halbfinale über 800 Meter, wurde dort aber disqualifiziert.
2013 wurde er bei den Asienmeisterschaften in Pune in 1:55,43 min Achter über 800 Meter und erreichte im 1500-Meter-Lauf in 3:41,60 min Rang vier. Anschließend schied er bei den Islamic Solidarity Games in Palembang mit 1:50,87 min im Vorlauf aus und klassierte sich über 1500 Meter mit 3:45,31 min auf dem achten Platz. Daraufhin beendete er seine aktive sportliche Karriere im Alter von 30 Jahren.
2005 wurde Moradi iranischer Meister im 800- und 1500-Meter-Lauf sowie 2004 Hallenmeister über 1500 Meter.

## Persönliche Bestleistungen
- 800 Meter: 1:44,74 min, 4. September 2005 in Incheon (iranischer Rekord)
  - 800 Meter (Halle): 1:48,48 min, 7. Februar 2004 in Teheran
- 1500 Meter: 3:37,09 min, 23. November 2010 in Guangzhou (iranischer Rekord)
  - 1500 Meter (Halle): 3:50,15 min, 20. Januar 2004 in Teheran